# Emperador de l'Índia

Segell de l'Emperador de l'Índia.

Emperador-emperadriu de l'Índia (भारत के सम्राट) fou el títol utilitzat pel darrer emperador de l'Imperi Mogol i pels monarques britànics durant el Raj Britànic a l'Índia. El terme també s'usa sovint per designar altres emperadors indis com Aixoka, de la Dinastia Maurya (que utilitzava el títol de Samrat o emperador) o Akbar de l'Imperi Mogol. El títol fou utilitzat entre 1857 i 1948.

## Llista d'emperadors

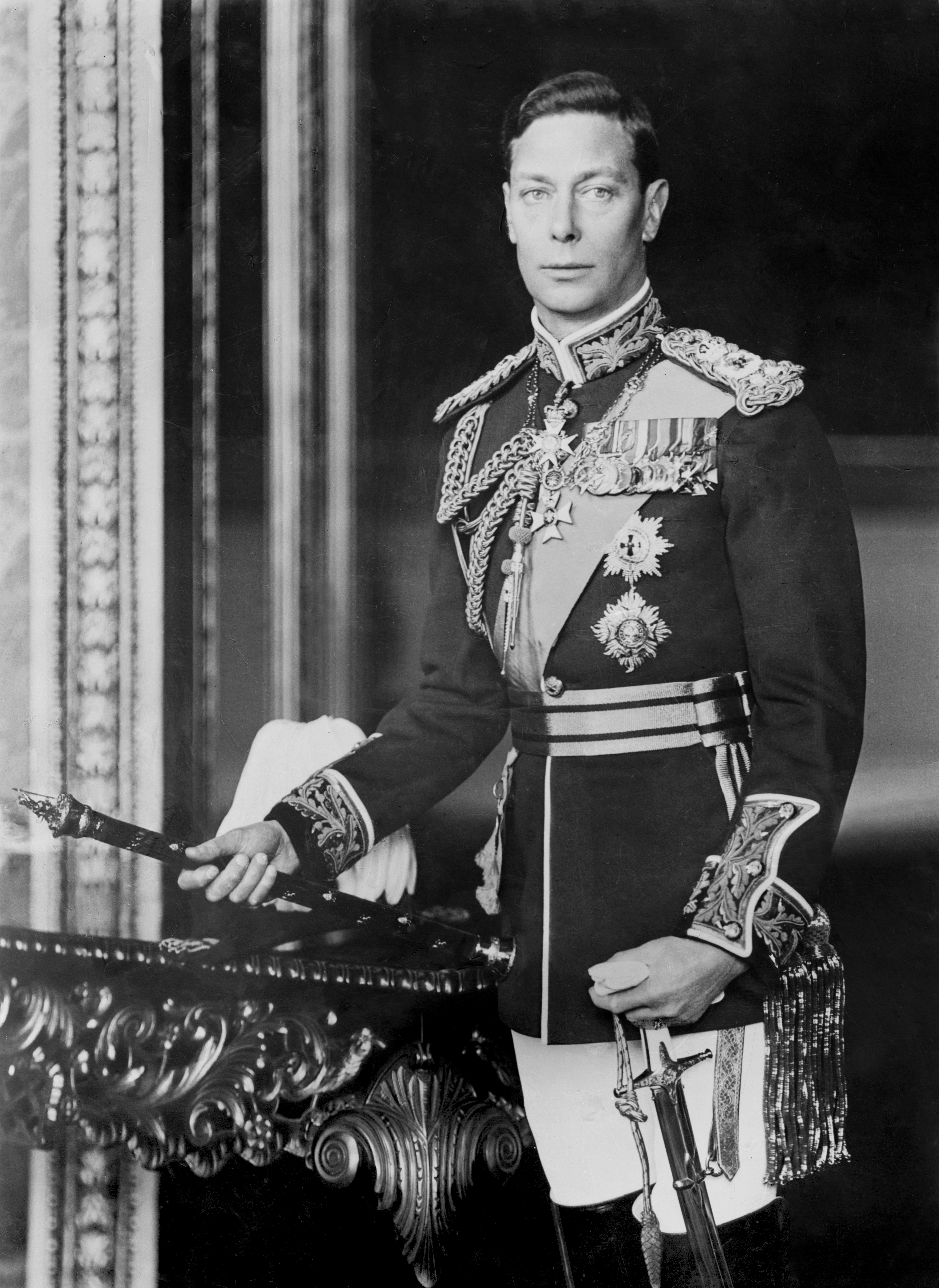
Jordi VI del Regne Unit fou el darrer emperador de l'Índia, coincidint amb la fi del domini britànic i la partició del país.

| Monarca                                  | Inici                                                                                   | Fi                                   | Consort |
| ---------------------------------------- | --------------------------------------------------------------------------------------- | ------------------------------------ | --- |
| Emperador Bahadur Shah II                | Maig de 1857 proclamat Emperador de l'Índia a Delhi; fou l'Emperador Sharma des de 1837 | Setembre de 1857                     | Quatre - En ordre cronològic de casaments - Begum Ashraf Mahal, Begum Akhtar Mahal, Begum Zeenat Mahal, Begum Taj Mahal. |
| Reina-Emperadriu Victòria del Regne Unit | 28 d'abril de 1876 proclamada al Regne Unit 1 de gener de 1877 proclamada a l'Índia     | 22 de gener de 1901                  | Victoria era vídua des de 1861                                                                                           |
| Rei-Emperador Eduard VII                 | 22 de gener de 1901                                                                     | 6 de maig de 1910                    | Reina-Emperadriu Alexandra de Dinamarca (morta el 20 de novembre de 1925)                                                |
| Rei-Emperador Jordi V                    | 6 de maig de 1910                                                                       | 20 de gener de 1936                  | Reina-Emperadriu Maria de Teck (morta el 24 de març de 1953)                                                             |
| Rei-Emperador Eduard VIII                | 20 de gener de 1936                                                                     | 11 de desembre de 1936               | Eduard abdicà al tron abans de casar-se                                                                                  |
| Rei-Emperador Jordi VI                   | 11 de desembre de 1936                                                                  | 22 de juny de 1948 abandonà el títol | Reina-Emperadriu Elisabet Bowes-Lyon (morta el 30 de març de 2002)                                                       |